# 荷尧镇
荷尧镇，是中华人民共和国江西省萍乡市湘东区下辖的一个乡镇级行政单位。西邻湖南省，北连上栗县。总面积54.37km²。人口约39180人。主要产业为陶瓷、煤矿等。

## 行政区划
荷尧镇下辖以下地区：
荷尧村、大义村、善山村、萍洲村、青云村、横江村、泉陂村、上云村和福溪村。